# Sitaris solieri solieri
Sitaris solieri solieri é uma subespécie de insetos coleópteros polífagos pertencente à família Meloidae.
A autoridade científica da subespécie é Pecchioli, tendo sido descrita no ano de 1839.
Trata-se de uma subespécie presente no território português.